# Автокатастрофа в Черногории (2013)
Автокатастрофа в Черногории произошла 23 июня 2013 года примерно в 17 часов по местному времени.
Автобус с румынскими номерами, ехавший по шоссе Подгорица — Колашин в сторону Подгорицы, слетел в пропасть с высоты порядка 40 м близ монастыря Морача. В автобусе находилось около 50 человек (все — граждане Румынии) — туристы, совершавшие автобусную экскурсию по Черногории.
Погибло 18 человек, ещё 29 получили ранения.
В качестве вероятной причины ДТП называется превышение водителем автобуса скорости на скользкой трассе.

## Официальная реакция
Премьер-министр Черногории Мило Джуканович выразил соболезнования румынскому послу.
26 июня 2013 года объявлено в Румынии Днём национального траура по погибшим.
По мнению министра по делам малого и среднего предпринимательства Румынии Марии Грапини, вина в происшедшем лежит на предприятии-автоперевозчике, а не на туристической фирме, организовавшей поездку.

## Реакция общественности
По сообщениям молдавских СМИ, автокатастрофа вызвала активность в среде румынской оппозиции, которая потребовала отставки министра иностранных дел страны и обвинила правительство в слишком вялой реакции на происшедшее; кроме того, дополнительную негативную реакцию в обществе вызвал тот факт, что один из водителей разбившегося автобуса был сотрудником полиции.